# Dinophalus cyanorrhoea
Dinophalus cyanorrhoea är en fjärilsart som beskrevs av Oswald Beltram Lower 1903. Dinophalus cyanorrhoea ingår i släktet Dinophalus och familjen mätare. Inga underarter finns listade i Catalogue of Life.